# Климовичи
Климовичи (на беларуски: Клімавічы; на руски: Климовичи) е град в Беларус, административен център на Климовички район, Могильовска област. Населението на града е 16 270 души (по приблизителна оценка от 1 януари 2018 г.).

## История
За пръв път селището е споменато през 1581 година, през 1777 година получава статут на град.